# Представительство России при Палестинской национальной администрации
Россия открыла своё представительство при Палестинской национальной администрации в 1995 году в городе Газа, а в марте 2004 года оно было перенесено на Западный берег. С июля 2011 года у него есть консульство в секторе Газа. В 2020 году Россия объявила о намерении открыть представительства в провинциях Хеврон, Вифлеем и Наблус.
Представительство России при ПНА(Палестинской Национальной Администрации) является главным дипломатическим учреждением России в Государстве Палестина. Он расположен на улице Депортированных в городе Эль-Бира. Гоча Боачидзе возглавляет миссию с тех пор, как он представил свои полномочия 25 июня 2019 года.